# Gueorgui Tràikov
Gueorgui Tràikov Guirovski, també conegut com a Gueorgui Tràikov (Itea, Imperi Otomà, 14 d'abril de 1898 - Sofia, 14 gener de 1976) va ser un polític búlgar, líder de la Unió Nacional Agrària Búlgara.
Tràikov va ser ministre d'Agricultura (1946-1950) i diputat (1947-1949) del Consell de Ministres de Gueorgui Dimitrov.
El 23 d'abril de 1964, va ser nomenat cap d'Estat i President de l'Assemblea Nacional de Bulgària, després de la mort de Dimítar Gànev. Va romandre Cap d'Estat el 7 de juliol de 1971, quan el líder del partit comunista, Tòdor Jívkov, ocupa aquesta posició. Gairebé un any després, l'abril de 1972, Tràikov també va renunciar al seu càrrec com a president de l'Assemblea Nacional. 1971-1974 Tràikov va ser Primer vicepresident del Consell d'Estat.
Tràikov va guanyar el Premi Lenin de la Pau entre els pobles el 1962.